# L'Aixàviga
L'Aixàviga, és una entitat de població del municipi de Mont-ral, Alt Camp. L'any 2005 tenia 14 habitants.
Es troba al sud-oest del nucli urbà de Mont-ral. Té un sol carrer, amb cases de pedra en bon estat de conservació; una d'elles, medieval, amb portal adovellat i finestrals, fou residència d'estiu dels comtes de Prades.